# 如願寺 (大阪市)
如願寺（にょがんじ）は、大阪府大阪市平野区喜連にある真言宗御室派の寺院。山号は霊峰山。本尊は聖観世音菩薩。
- ご詠歌：まいるより のりのみのりを くれはでら すぎゆくみちも たのもしきかな

## 歴史
当寺の所在する喜連（きれ）は「住吉の東一里許に喜連村というあり、河内の堺なり。昔は河内に属して万葉に河内国伎人郷とある処なるを久礼（くれ）を訛って喜連というなり」と『古事記伝』にも言及されている古い地名である。如願寺も当初は「喜連寺」として創建された。
伝承によれば、用明天皇の時代、聖徳太子が仏法興隆の地として当寺を建てたと言われている。西には阿弥陀寺、東に弥勒寺、南に薬師如来をまつる湯谷寺、その他別院として橋本寺・松本寺・善法寺・高野寺を擁する大伽藍であったという。
その後堂宇は縮小したが、230年後の 弘仁8年（817年）、空海（弘法大師）が高野山巡錫のみぎり、この霊場に詣で、その衰退を悲嘆し、杖を立てそれが朽ちないうちに再建の願いを立て上京し、勅許を蒙（こうむ）って来てみると杖は植木の如くになっていた。弘仁11年、諸堂を再建し、この時「如願寺」と寺名を改め、脇侍不動明王・毘沙門天を自作安置し、鎮守堂を建立したという。
大永年間（1521年）以後、兵火震災にあい、諸堂は消失した。現在の本堂は享保年間（1716年）に再建されたものである。
現在、現住職の娘の夫となったウラジオストク出身のロシア人僧侶が副住職となっており、寺に外国人を宿泊させる活動を始めている。

## 境内
- 本堂 - 本尊として聖観世音菩薩像（毎年8月9-10日に開扉）を安置する。本堂内右手には伝・小野篁作の地蔵菩薩が安置され、左手には十一面観音菩薩、歓喜天像が安置されている。
- 弥勒殿 - 弥勒菩薩像を安置する。
- 不動明王像（一願喜連不動）
- 地蔵菩薩
- 如願寺聖地
- 永代供養墓（めもりあるぷらざ）

## 文化財
大阪府指定文化財
- 木造聖観音立像

平安前期の作で、欅材の一木彫成。普段は厨子の扉は閉じられている。開帳は8月9日-10日。
右手は与願印、左手は後補の蓮蕾を持し胸の高さまで上げている。右手の指端と腕の関節から手掌までの部分は後補であるほかは、平安前期の末に作られた現状を止めている。
昭和46年（1971年）、大阪府指定有形文化財に指定。
大阪市指定文化財
- 密教儀軌

江戸時代 元和7年（1621年）筆写　全123冊
密教儀軌は、真言密教の修法の誦文や次第、諸尊や法具の配置など、修法にかかるすべてを書き記したもので、師から弟子に秘儀とともに相伝される。
如願寺に伝来する史料は、醍醐三宝院から一括して如願寺にもたらされたもので、奥書から元和7年（1621年）に高野山で下野国足利庄名草郷の住人甚宗房によって書写されたものである。江戸時代初期に遡る一括した聖教史料は大阪市内では珍しい。
寺ではこの儀軌のうち「当年星儀軌」および「北斗儀軌」を用いて、現在も毎年2月3日に星供の修法を行っている
平成22年（2010年）、大阪市指定有形文化財に指定。

## 年中行事
- 2月3日 星祭・節分
- 8月9・10日 本尊聖観世音菩薩の開扉
- 8月23・24日 地蔵盆

## 札所
- 摂津国三十三ヶ所第32番札所
- 摂津国八十八箇所第37番札所

## 交通
- Osaka Metro谷町線「喜連瓜破駅」より徒歩で約10分。
- 阪神高速14号松原線「喜連瓜破出入口」より車で約1分。